# Bettina Flitner
Bettina Flitner (* 29. Oktober 1961 in Köln) ist eine deutsche Fotografin und Autorin.

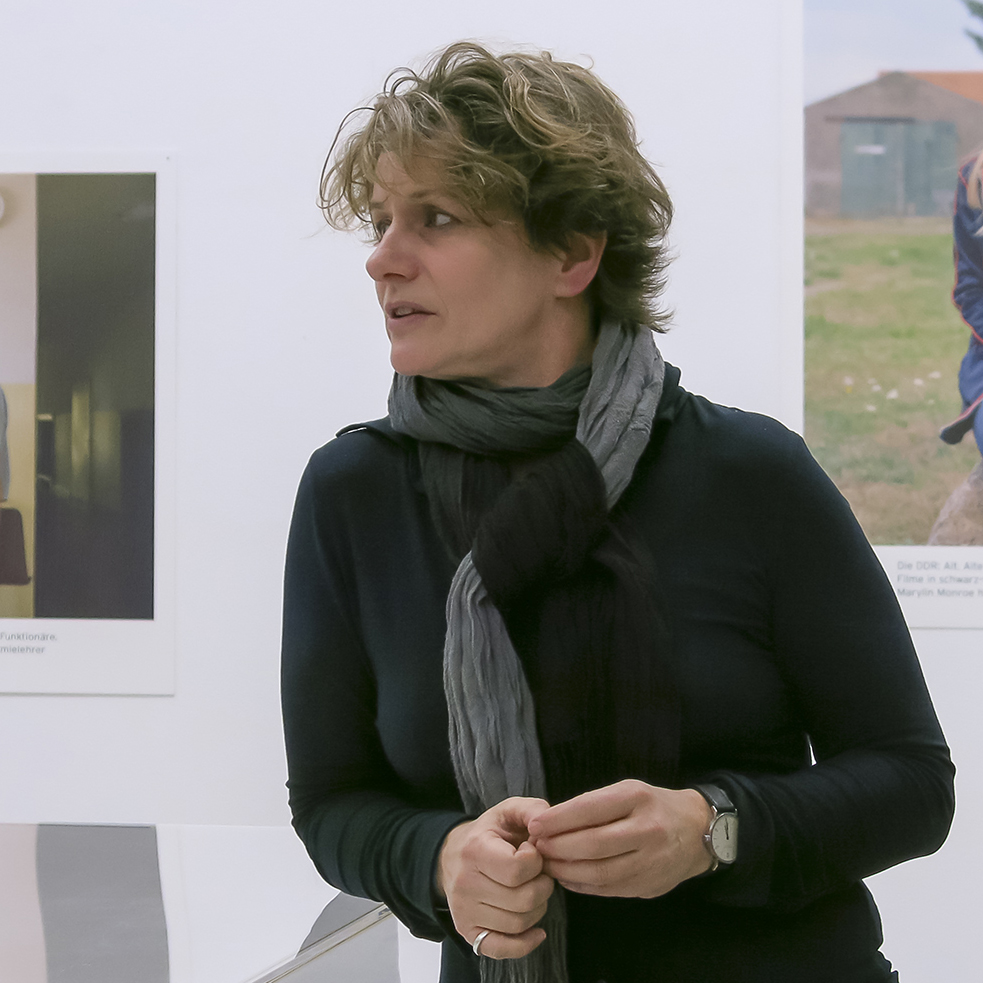
Bettina Flitner, 2015

## Leben
Bettina Flitner wurde 1961 in Köln geboren. Sie ist die Tochter von Hugbert Flitner und die Enkelin von Wilhelm Flitner. Sie machte eine Ausbildung zur Cutterin beim WDR und studierte von 1986 bis 1992 an der Deutschen Film- und Fernsehakademie Berlin. Für ihr filmisches und fotografisches Werk erhielt sie zahlreiche Preise.
Seit 1989 arbeitet sie als Fotografin; seit 1992 ist sie Mitglied der Kölner Fotografenagentur laif. Im Juni 2018 heiratete sie die Journalistin Alice Schwarzer. Sie lebt und arbeitet in Köln und Berlin.

## Werk
Flitners künstlerische Arbeiten haben oft einen seriellen Charakter und kombinieren Bild und Text, meist Zitate der Porträtierten. So ihre Reportage aus dem Niemandsland, die Fotoserie über den Mauerfall 1989, zu der sie Menschen aus Ost und West nach ihrer Befindlichkeit befragte. Oder die Arbeit Nachbarn über die Ausschreitungen von Hoyerswerda und die Trilogie Mein Herz. Mein Feind. Mein Denkmal aus den Jahren 1992 bis 1995. „Lebende Bilder voller Poesie, eine seltene Balance zwischen Pathos und Normalität. Bilder und Sätze, die den Betrachter hypnotisieren“, schrieb das Zeit-Magazin.
Bettina Flitner arbeitet zwischen dokumentarischem Journalismus und inszenierter Fiktion. Immer stehen dabei die Menschen im Mittelpunkt. Wegweisend innovativ waren Flitners frühe Installationen im öffentlichen Raum, mit denen sie „seit den 1990er Jahren den Kunstbetrieb infiltriert und seine Grenzen sprengt.“. Ihre preisgekrönte Arbeit Ich bin stolz, ein Rechter zu sein über rechtsradikale Jugendliche, die sie auf der ART Cologne 2001 als Rauminstallation inszenierte, hat kontroverse Diskussionen ausgelöst. „Aus den Bildern spricht genau das, was Hannah Arendt vor Jahrzehnten die ‚Banalität des Bösen‘ nannte“,  lautete die Begründung der Jury der „Rückblende 2000“ für den Sonderpreis für politische Fotografie.
2004 erschien Bettina Flitners Porträtband Frauen mit Visionen. Sie hat dafür Europa bereist und Frauen, die den Kontinent über ihr eigenes Land hinaus geprägt haben, porträtiert, darunter Staatschefinnen, Menschenrechtlerinnen, Künstlerinnen und Schriftstellerinnen. „Bettina Flitner, ihr Name gilt schon seit langem als ein Markenzeichen für eigenwillige Foto-Konzepte, die oftmals einen dokumentarischen Charakter haben, aber meist ganz persönliche Geschichten erzählen. [...] Behutsam spielt Flitner mit Kontrasten. Nie wirken jene Bilder komponiert oder aufgesetzt. Es scheint fast so, als sei sie wie durch ein durchsichtiges Band auf magische Weise mit den Persönlichkeiten verbunden“, urteilte die Süddeutsche Zeitung.
Die Ausstellung, die sie gemeinsam mit der Architektin Dörte Gatermann konzipierte, tourte durch Europa. Das Porträtieren weiblicher Vorbilder setzte Flitner mit ihrer Arbeit Frauen, die forschen fort, für die sie 25 deutsche Spitzenforscherinnen fotografierte. Auch diese Porträts touren als Ausstellung. 2005 erhielt sie den Fotopreis der Michael Horbach Stiftung.
2022 veröffentlichte Bettina Flitner ihr erstes literarisches Buch, Meine Schwester. Darin geht es um ihre Kindheit und den Suizid ihrer älteren Schwester. Andreas Platthaus äußerte in der Frankfurter Allgemeinen Zeitung: „So ist das Schreckliche durchschossen vom Witzigen, und im höchstpersönlichen Einzelfall steckt auch ein Soziogramm der bundesrepublikanischen Gesellschaft der Sechziger und Siebziger. Vor allem aber ist das Buch mitreißend geschrieben, ohne aufgesetzt emotional zu sein.“ Für Elke Heidenreich in der Süddeutschen Zeitung hat das Erstlingsbuch „Wucht und Zartheit, Emotion und Intelligenz, das Schöne, das Schreckliche, das ganze Leben fächert sich auf, und das in einer Sprache, die immer durchscheinend bleibt, schwebend“. Brigitte Siebrasse von der Zeitschrift Virginia attestierte Flitner eine virtuose Technik des Verzahnens, mit der sie die Suche nach Spuren in Vergangenheit und Gegenwart darstelle.

## Politisches Engagement
Im Februar 2023 war Flitner Erstunterzeichnerin der von Sahra Wagenknecht und Alice Schwarzer initiierten Petition Manifest für Frieden, die im Zuge des Russischen Überfalls auf die Ukraine zu Diplomatie und Verhandlungen aufruft, und gegen „eskalierende Waffenlieferungen“.

## Bücher
- mit Christiane Möschle (Text): Frauenperspektiven Köln. 28 Frauen und ihre Lieblingsorte. Panima, Karlsruhe 2022, ISBN 978-3-9820126-3-6.
- Meine Schwester. Kiepenheuer & Witsch, Köln 2022, ISBN 978-3-462-00237-9.
- Väter & Töchter. Geschichten einer besonderen Beziehung. (Mit Ranga Yogeshwar, Martin Walser und Franziska Walser, Ellen Lohr und Alfred Lohr, Insa Thiele-Eich und Gerhard Thiele u. v. a.),  Elisabeth Sandmann Verlag, München 2021, ISBN 978-3-945543-83-2.
- mit Alice Schwarzer (Text): Meine algerische Familie. Kiepenheuer & Witsch, Köln 2018, ISBN 978-3-462-05120-9.
- Fotografien in: Das Prinzip Apfelbaum. 11 Persönlichkeiten zur Frage: „Was bleibt?“ Herausgegeben von der Initiative „Mein Erbe tut Gutes. Das Prinzip Apfelbaum“, Vergangenheitsverlag, Berlin 2014, ISBN 978-3-86408-182-8 (Mit Egon Bahr, Günter Grass, Margot Käßmann, Dieter Mann, Ulf Merbold, Reinhold Messner, Christiane Nüsslein-Volhard, Anne-Sophie Mutter, Friede Springer, Richard von Weizsäcker, Wim Wenders).
- Reisen in Burma. Mit Texten von Alice Schwarzer. DuMont, Köln 2012, ISBN 978-3-8321-9424-6.
- Boatpeople. Fotografien, Bettina Flitner, Köln/Berlin 2012, ISBN 978-3-00-036772-4.
- Barbara Schneider-Kempf (Hrsg.): Die Staatsbibliothek und ich: Bettina Flitner porträtiert 24 Persönlichkeiten mit Schätzen aus der Staatsbibliothek zu Berlin – Preußischer Kulturbesitz. Begleitbuch zur Ausstellung in der Staatsbibliothek zu Berlin, Haus Potsdamer Straße, vom 21. September bis 30. Dezember 2011. Berlin 2011, ISBN 978-3-88053-169-7.
- mit Jeanne Rubner: Frauen, die forschen. 25 Spitzenforscherinnen. Collection Rolf Heyne, München 2008, ISBN 978-3-89910-402-8.
- Frauen mit Visionen – 48 Europäerinnen. Mit Texten von Alice Schwarzer. Knesebeck, München 2004, ISBN 3-89660-357-4.
- L’Europe au Féminin. Personnalités d’exception. Éditions de la Martinière, Paris 2004, ISBN 2-7324-3163-X.
- Menschen wie du und ich. Korridor, Köln 1999, ISBN 3-9804354-6-6.
- Mitten ins Herz. Reportagen und Installationen. Edition Braus, Heidelberg 1998, ISBN 3-89466-230-1.
- Mein Herz. Mein Feind. Mein Denkmal. Drei Fotoessays. EMMA-Verlag, Köln 1995, ISBN 3-922670-35-0.
- Gefangen im Zoo. Tiere hinter Gittern Herausgegeben von Virginia McKenna, Bill Travers und Jonathan Wray, Zweitausendeins, Frankfurt am Main 1993, ISBN 3-86150-000-0.
- Reportage aus dem Niemandsland. Report from No-Man’s Land. Elefanten-Press, Berlin 1990, ISBN 3-88520-401-0.
- Nicht als Frau geboren. Fotoportraits von Bettina Flitner. EMMA-Verlag, Köln 1988, ISBN 3-922670-16-4.

## Ausstellungen (Auswahl)

### Einzelausstellungen
- 1990: Fotogalerie am Helsingforser Platz, Berlin
- 1991: Elefanten-Press Galerie, Berlin
- 1992: Grauwert-Galerie, Hamburg
- 1993: Melkweg Galerie, Amsterdam
- 1994: Mein Denkmal, Fotoinstallation auf dem Josef-Haubrich-Hof, Köln
- 1995: Fotoforum, Luzern
- 1996: Der Rächer von Dresden zum Festival Theater der Welt, Dresden
- 1997: Fotoinstallationen im Stadtzentrum; Potsdam, Köln, Bern, Hamburg
- 1998: Suermondt-Ludwig-Museum, Aachen
- 1999: Galerie von Loeper, Hamburg
- 2001: ART Cologne, Förderkoje für junge KünstlerInnen, Galerie von Loeper
- 2002: Museum für Kommunikation Berlin
- 2003: ART Cologne, Galerie von Loeper
- 2004: Swiss Re, München
- 2005: Tampere Art Museum, Tampere (Finnland)
- 2005: Galerie 6811, forum junge kunst
- 2005: Stadthaus Ulm
- 2007: Biblioteca National, Madrid
- 2008: Visual Gallery, Photokina
- 2009: Urania, Berlin
- 2011: Galerie Zellermayer, Berlin
- 2011: Die Staatsbibliothek und ich, Staatsbibliothek zu Berlin – SPK
- 2011: Muscarelle Museum of Art, Williamsburg (USA)
- 2012: Galerie Zellermayer, Berlin
- 2013: Kunstverein Sundern
- 2014: Was ist die DDR für dich? Kulturhaus Mestlin
- 2014: Freier, laif Fotogalerie, Köln
- 2014: Reportage aus dem Niemandsland, Galerie Raab, Berlin
- 2015: Flucht, Asyl, Protest? Wir müssen reden!, Zeitgeschichtliches Forum Leipzig
- 2015: Face to Face, Werkschau mit Fotoessays aus 25 Jahren, Michael Horbach Stiftung, Köln
- 2016: Reportage aus dem Niemandsland, Leica Galerie, Hamburg
- 2019: Hexenjagd Heute, Anna Göldi Museum, Ennenda (Schweiz)
- 2021: Hexenjagd Heute, Liechtensteinisches Landesmuseum
- 2022: Niemandsland und Musterdorf, Zeitgeschichtliches Forum Leipzig

### Gruppenausstellungen
- 1991: Krieg für Frieden Elefanten-Press Galerie, Berlin
- 1993: Sie nennen es Liebe Neue Gesellschaft für Bildende Kunst, Berlin
- 1995: Passagen Galerie Tammen und Busch, Berlin
- 1996: Museum of Contemporary Art, Antwerpen
- 1997: Haus der Geschichte, Bonn
- 1998: KölnKunst 5, Kunsthalle Köln
- 1999: ART Cologne, Galerie von Loeper
- 2003: wonderlands, Museum Küppersmühle Sammlung Grothe
- 2006: Am Strom, Galerie Heinz Holtmann, Köln
- 2008: Positionen der Fotografie Heute II, Galerie Holtmann
- 2008: Die Welt im Umbruch, Deutsches Historisches Museum Berlin
- Junger Bildjournalismus der neunziger Jahre
- 2008: FSMGallery Fondazione Studio Marangoni
- 2008: Positionen der Fotografie Heute II
- 2009: Fotofestival Lodz
- 2009: Kunstzentrum Nei Liicht, Galeries Dudelange, Luxembourg
- 2010: Wendezeiten[18]
- 2016: Aufbrüche – Bilder aus Deutschland, Willy Brandt Haus Berlin
- 2016: Sex for Sale, mit Yoshiko Kusano und Roland Iselin, photobastei, Zürich,
- 2022: 40 Jahre laif, MAKK, Köln

## Filmografie
- Ich,  Kurzspielfilm, 1988.
- Das Fest, Dokumentarfilm, WDR 1989.
- Aktenzeichen xx-ungelöst, RTL 1991.
- Mein Feind, Dokumentarfilm, 1994.
- Die Ministerin, Dokumentarfilm, WDR 1999.

## Preise (Auswahl)
- 1988: Förderpreis der Deutschen Filmkritik für den Film „Ich“
- 1988: Preis des Oberhausener Manifests für den Film „Ich“
- 1991: Preis für jungen Bildjournalismus, von Agfa/Bilderberg
- 1993: Chargesheimer Stipendium der Stadt Köln
- 1994/95: Für den Film Mein Feind:

Prix du public Festival Films des femmes, Paris
Prix de la mise en scène Festival Henri Langlois, Paris
Preis der Jury Festival Internazionale, Turin
Preis der Jury 24. Internationalen Studentenfilmtage, Potsdam
- 1995: Förderpreis des Landes Nordrhein-Westfalen
- 2001: Rückblende Sonderpreis, Preis für politische Fotografie
- 2005: Fotopreis der Stiftung Michael Horbach

## Filme über Bettina Flitner
- „Fotos wie ein Film in Kopf“ Autorin: Sabine Stadtmueller, WDR, 1992, 29 Min
- „Durch das Auge ins Herz“, Autor: Carsten Hueck, Deutsche Welle, 2002, 26 Min.
- „Viva femmes - vous avez dit femmes“ Autor: Raphael Engel, Television Suisse, 1999, 12 Min.
- „Kurzporträt über Bettina Flitner“, Autorin: Astrid Heinrich Sendung, West.Art, WDR, 2004, 3 Min.
- „Aus unserer Mitte“, Sendung West.Art, WDR, 2008, 5 Min.
- „Mit Zorn und Zärtlichkeit“, Autoren: Rita Döbbe und Jan Frerichs, ZDF, 2008, 30 Min.
- „Bettina Flitner und die Fuji 100 F“, Autor: David Klammer, 2019, 4 Min.